# In the City
In the City é o álbum de estréia do grupo The Jam, lançado em 1977.
| Críticas profissionais                                                      | Críticas profissionais |
| Avaliações da crítica                                                       | Avaliações da crítica  |
| Fonte                                                                       | Avaliação              |
| --------------------------------------------------------------------------- | ---------------------- |
| Allmusic                                                                    | [ 2 ]                  |
| MusicBrainz                                                                 | [ 3 ]                  |
| Esta tabela precisa de ser acompanhada por texto em prosa. Consulte o guia. |                        |

## Faixas
1. "Art School" - 2:02
2. "I've Changed My Address" - 3:31
3. "Slow Down" - 2:39
4. "I Got by in Time" - 2:08
5. "Away From the Numbers" - 4:03
6. "Batman Theme" - 1:31
7. "In the City" - 2:19
8. "Sounds From the Street" - 3:14
9. "Non-Stop Dancing" - 2:28
10. "Time for Truth" - 3:09
11. "Takin' My Love" - 2:16
12. "Bricks and Mortar" - 2:35